# Caiçara do Norte
Caiçara do Norte is een gemeente in de Braziliaanse deelstaat Rio Grande do Norte. De gemeente telt 6.652 inwoners (schatting 2009).